# Turtleneck

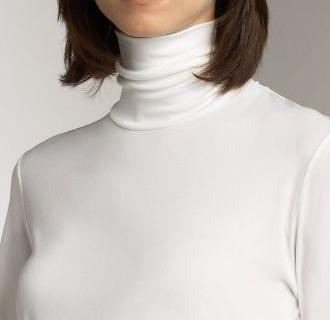
Exempel på turtleneck.

Turtleneck (efter engelskans turtleneck) är ett engelskspråkigt namn för vad som på svenska heter halvpolo eller skorstenskrage, det vill säga en (ofta) lägre polokrage än på en polotröja. Namnet kommer av att den anses likna en sköldpaddas halskrage. Jämför engelskans turtle, sköldpadda och neck, hals.

## Bilder

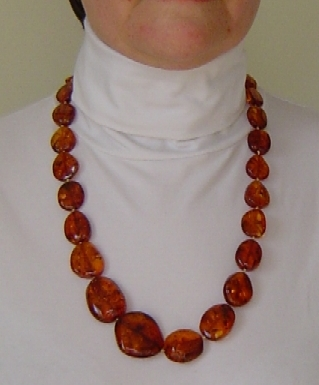
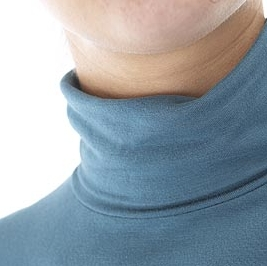
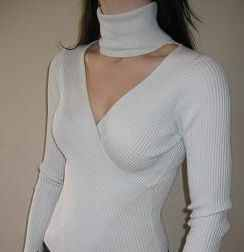
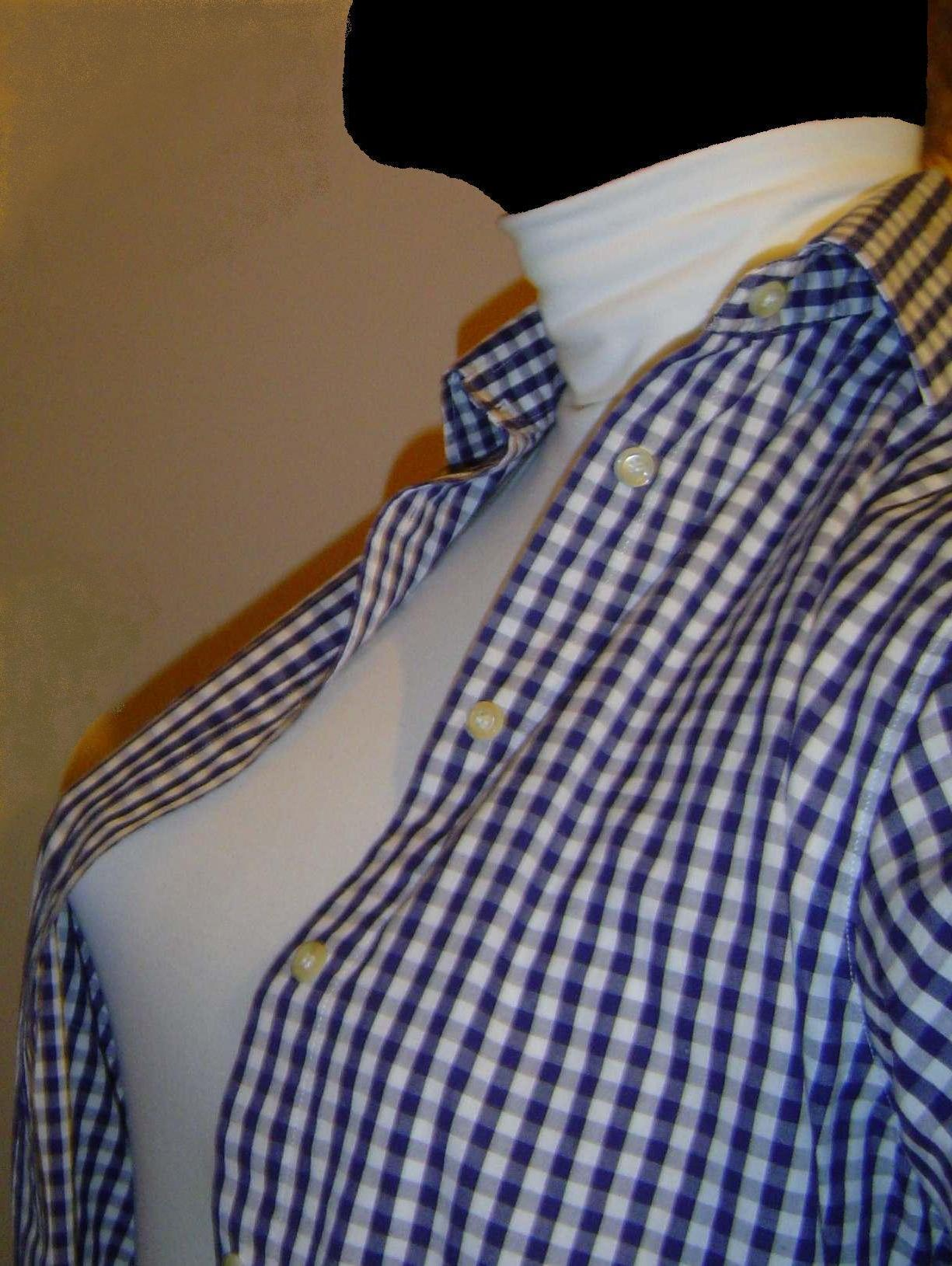